# Raid Sbaa
Raid Sbaa de son nom complet Raid Sbaa Boutraba  (en arabe : رايد السبع بوطرب), né le 22 mars 2001 à Pampelune (Espagne), est un joueur de futsal international marocain.

## Biographie

### Carrière en club
Raid Sbaa naît à Pampelune, au nord de l'Espagne, au sein d'une famille marocaine originaire de Khouribga[réf. nécessaire].
À l'âge de cinq ans, il est inscrit dans le club de futsal de l'UDC Txantrea.
À onze ans, il rejoint l'AD San Juan FS, dans sa ville natale de Pampelune. Ce club multidisciplinaire propose diverses disciplines, dont le football et le futsal. Raid évolue principalement au poste de pivot, bien que, compte tenu de sa jeunesse, son entraîneur et son adaptation joueront un rôle clé dans son développement,. 
Il termine la saison  2018-2019 avec les moins de 19 ans en inscrivant 36 buts, ce qui lui vaut d'être promu en équipe première à l'âge de dix-huit ans. 

#### Ribera Navarra et prêt à Cassano Calcio
En février 2020, à l'âge de dix-neuf ans, Raid Sbaa s'engage avec le Ribera Navarra FS. Le club, en quête de joueurs gauchers sur un marché restreint, cherche à compenser les départs de Javi et Oihan, deux gauchers, ce qui avait laissé l'effectif quelque peu déséquilibré en termes de latéralité. Bien que ce ne soit pas un critère exclusif, cette recherche était devenue une priorité pour le club,.
Le 21 juillet 2021, manquant de temps de jeu au Ribera Navarra FS, il est prêté à l'Atlético Cassano Calcio en Italie, un club évoluant en deuxième division,. 
Au cours de la saison 2021-2022, il dispute 22 matchs et inscrit 16 buts, terminant ainsi sixième meilleur buteur du championnat (le premier étant Cristian Rizzo avec 22 buts). Son équipe se classe onzième du Girone D de la Serie A2. 

#### Tafa FS
En juillet 2023, il s'engage avec le Tafa FS en deuxième division espagnole.

### Carrière internationale

#### Entre l'Espagne et le Maroc
En janvier 2020, il participe à un stage de préparation au cours duquel il dispute plusieurs matchs amicaux avec l'équipe d'Espagne des moins de 19 ans.
En avril 2023, il est convoqué pour la première fois en équipe du Maroc des moins de 23 ans sous la direction du sélectionneur Adil Sayeh. Un mois plus tard, il participe à une double confrontation contre la Mauritanie, où il inscrit son premier but le 30 mai, lors du deuxième match, remporté 4-3 au Complexe Mohammed VI de Salé. 
Le 20 mars 2024, lors du tournoi international du Vietnam, il marque un doublé contre l'Irak à la Salle Ibn Yassine de Rabat (victoire, 7-1). Le 28 mars, il ajoute un but contre l'Iran (victoire, 5-0). Il remporte ainsi le tournoi international du Vietnam avec l'équipe du Maroc -23 ans (B),,.

#### Maroc A
En novembre 2023, il est convoqué par le sélectionneur Hicham Dguig pour participer à son premier stage d'entraînement avec l'équipe du Maroc. À la fin du mois, il prend part à une double confrontation contre la Libye à Salé (victoire, 6-2 et match nul, 2-2),.
En été 2024, il participe à un stage de préparation pour la Coupe du monde de futsal avec l'équipe première,. Plus tard, en septembre, il n'est finalement pas inclus dans la liste finale pour participer à la Coupe du monde de futsal en Ouzbékistan,.

## Style de jeu
Raid Sbaa possède un pied gauche puissant, une grande vitesse et de bonnes capacités de lecture du jeu.

## Statistiques

### En sélection
Le tableau suivant liste les rencontres de l'équipe du Maroc auxquelles Raid Sbaa a pris part depuis le 23 novembre 2023 :

## Palmarès
- 2024 : Vainqueur du tournoi international du Vietnam avec le Maroc -23 ans[11].